# 云南金叶子
云南金叶子（学名：Craibiodendron yunnanense）为杜鹃花科金叶子属下的一个种。其种加词“yunnanense”意为“云南的”。